# Молас, Эммануил Сальвадорович
Молас Эммануил (Мануил) Сальвадорович (21 сентября 1875, Санкт-Петербург — 5 февраля 1918) — офицер Российского императорского флота, младший артиллерийский офицер броненосного крейсера «Россия», участник Русско-японской войны, боя в Корейском проливе, Георгиевский кавалер. Участник Первой Мировой войны, капитан 1 ранга, Временным правительством России произведён в вице-адмиралы.

## Биография
Молас Эммануил (Мануил) Сальвадорович родился 21 сентября 1875 года в Санкт-Петербурге в семье Салвадора Михайловича(1841—1906) и Марии Антоновны (1850—1914, урожд. Никифораки) Молас.
В службе с 1894 года. В 1897 году окончил Морской кадетский корпус и произведён в мичманы. Служил на кораблях 29-го черноморского флотского экипажа. 6 декабря 1901 года произведён в лейтенанты. В 1902 году под псевдонимом Л. Салом была опубликована его книга «Адмирал Павел Степанович Нахимов». В 1903 году окончил в Кронштадте Артиллерийский офицерский класс и был зачислен в артиллерийские офицеры 1 разряда.

### Участие в Русско-японской войне

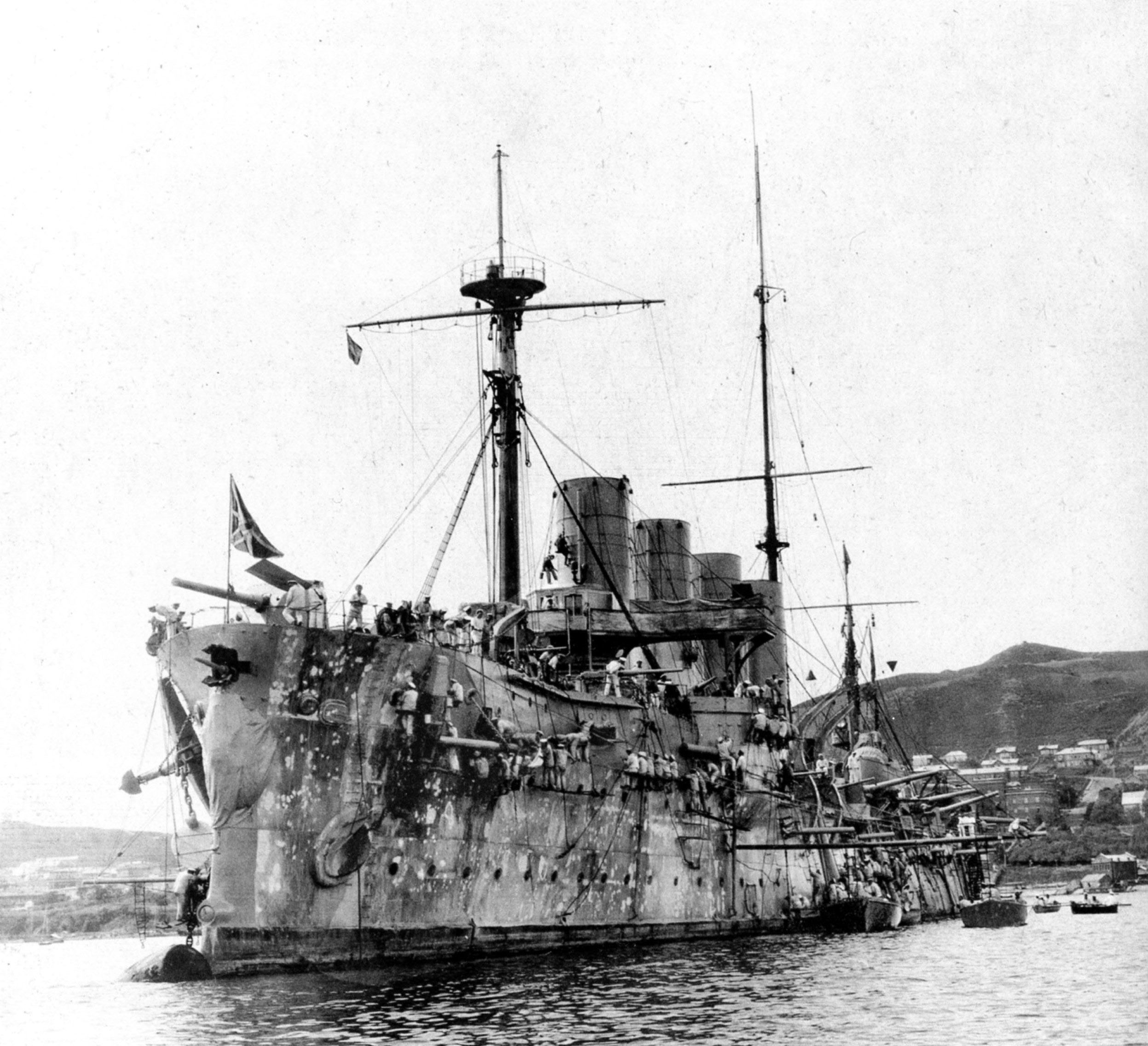
Повреждённый крейсер «Россия» во Владивостоке после боя в Корейском проливе, 1904.

В конце 1903 года назначен младшим артиллерийским офицером на броненосном крейсере «Россия», на котором участвовал в Русско-японской войне 1904—1905 годов. 1 августа 1904 года, во время боя в Корейском проливе у о. Ульсан русских кораблей с эскадрой японских броненосных крейсеров, был ранен и контужен при тушении пожара в бомбовом погребе крейсера. Взрывом был выброшен через дверь каземата на верхнюю палубу на тело погибшего матроса, очнувшись от удара, снова вернулся в бомбовый погреб, чтобы выбросить за борт и не допустить взрыва уже горевшие заряды. 16 июня 1904 года «за крейсерство в Корейском проливе 30.05.1904 — 07.06.1904 г.» был награждён орденом Святой Анны 3-й степени с мечами и бантом, а 27 сентября 1904 года «за отличную храбрость, мужество и самоотвержение, проявленные в бою Владивостокского крейсерского отряда с неприятельской эскадрой 1 августа 1904 года» — орденом Святого Георгия 4-й степени.
В 1906—1908 годах исполнял должность заведующего обучением в учебном отряде Черноморского флота, был одним из учредителей Черноморского военно-морского кружка, и до 19 июля 1908 года — членом Совета и действительным членом-учредителем этого кружка. В 1907 году составил руководство для класса гальванёров Артиллерийской школы Черноморского флота «Башенные электрические схемы эскадренного броненосца „Пантелеймон“».
В 1908—1909 годах старший лейтенант Молас был флагманским артиллерийским офицером штаба начальника Балтийского гардемаринского отряда. В составе экипажа эскадренного броненосца «Слава» участвовал в оказании помощи жителям Мессины во время землетрясения в декабре 1908 года. В 1909 году назначен помощником старшего офицера эскадренного броненосца «Цесаревич», затем до 1911 года исполнял должность старшего офицера броненосца «Император Александр II». В 1913 году окончил основной курс военно-морского отдела Николаевской морской академии, в 1914 году — дополнительный курс академии. После окончания академии служил на Чёрном море.

### Участие в Первой мировой войне

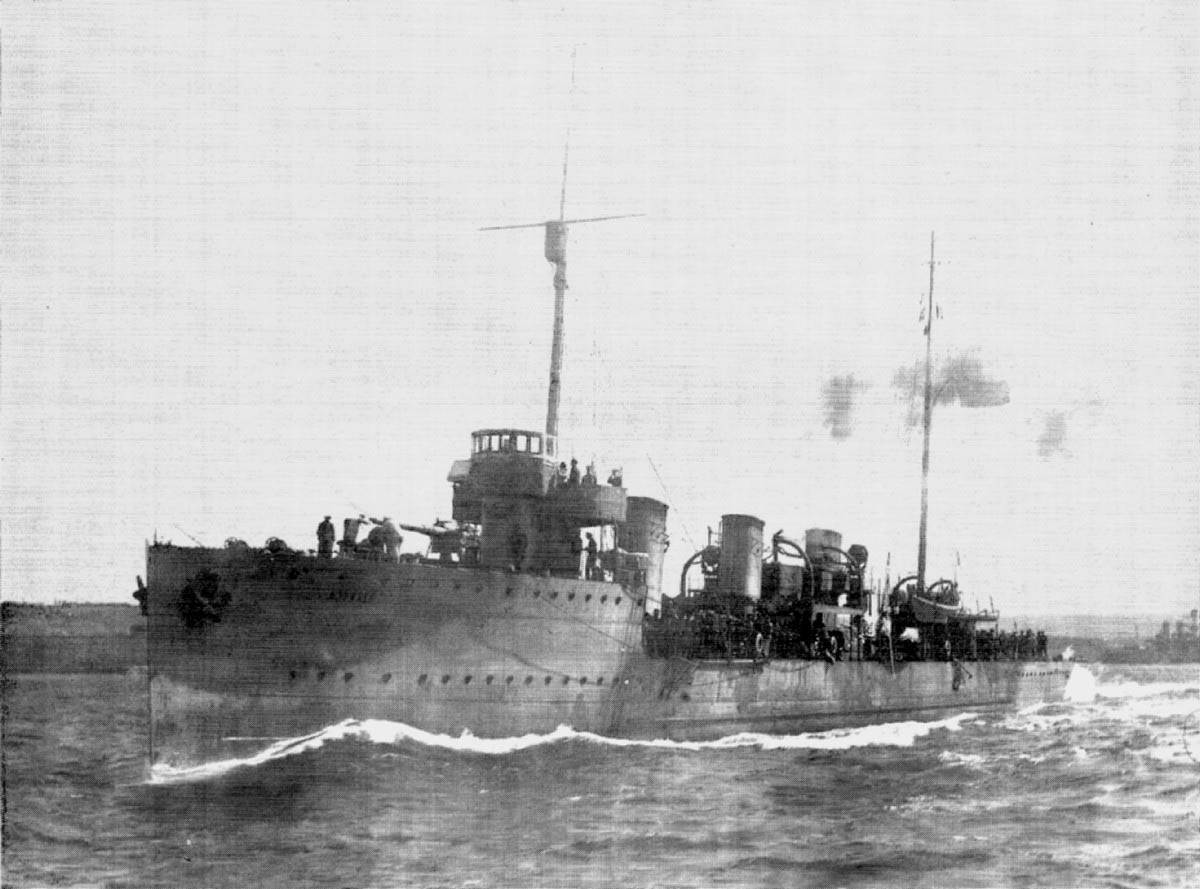
Эскадренный миноносец «Дерзкий»

3 марта 1914 года назначен командиром эсминца «Дерзкий», достраиваемом на стапеле завода «Наваль» в Николаеве. Участник Первой мировой войны. 11 октября 1914 года «Дерзкий» был принят в состав 1-го дивизиона Минной бригады Черноморского флота, с 16 по 18 октября совершил свой первый боевой поход. До конца 1914 года эсминцем было совершил ещё семь боевых походов к берегам Турции с целью обстрела побережья Угольного района, уничтожения турецких судов и выполнения минных постановок. 20 декабря 1914 года «Дерзкий» имел боевое столкновение с лёгким крейсером «Гамидие».
В феврале 1915 года назначен командиром строившегося на заводе «Руссуд» в Николаеве линейного корабля «Император Александр III». 22 марта 1915 года произведён в капитаны 1 ранга (по статуту ордена Св. Георгия, со старшинством от 25 марта 1913 года). В 1916 году командовал броненосцем «Пантелеймон». Получал пенсию за орден Святого Георгия — 150 рублей в год и за ранение — 240 рублей в год.
Был произведён Временным правительством в контр-адмиралы со старшинством 25 декабря 1917 года, о чём было объявлено приказом по Морскому ведомству Украинской Державы за № 97 от 3 июня 1918 года (уже после смерти Э. С. Моласа).
Умер Молас Эммануил Сальвадорович 5 февраля 1918 года в г. Яссы (Румыния) от разрыва сердца. Погребён на кладбище Этернитатя г. Яссы.

## Награды
Молас Эммануил Сальвадорович был награждён орденами и медалями Российской империи:
- орден Святой Анны 3-й степени с мечами и бантом (16.06.1904);
- орден Святого Георгия 4-й степени (27.09.1904);
- орден Святого Станислава 2-й степени (1906);
- орден Святой Анны 2-й степени (1913);
- орден Святого Владимира 4-й степени (20.05.1914);
- мечи и бант к ордену Святого Владимира 4-й степени (19.01.1915);
- орден Святого Владимира 3-й степени с мечами (14.03.1916)[* 1]
- серебряная медаль «За спасение погибавших» (Российская империя) (1893);
- серебряная медаль «В память русско-японской войны» с бантом (1906);
- светло-бронзовая медаль «В память 300-летия царствования дома Романовых» (1913);
- светло-бронзовая медаль «В память 200-летия морского сражения при Гангуте» (1915).

Иностранные:
- медаль «За оказание помощи пострадавшим во время бедствия в Мессине и Калабрии» (1911, Италия).

## Семья
- Отец — Молас Салвадор Михайлович (1841—1906), испанец по происхождению, служил акцизным чиновником в Чернигове, затем в Одессе, Саратове, Управляющим акцизными сборами Саратовской и Самарской губерний, дослужился до потомственного дворянства, действительный статский советник, кавалер ордена Святого Владимира 4-й степени[4].
- Мать — Мария Антоновна (1850—1914, урожд. Никифораки), гречанка по происхождению, дочь Антона Эммануиловича Никифораки (1812—1887) — тайного советника, инженера путей сообщения, вице-директора департамента железных дорог, строителя железных дорог в европейской России[13].
- Сестра — Екатерина (1874—1942), училась в Петербургской консерватории и Институте благородных девиц, в замужестве Сокольская.
- Брат — Антон (1877—1921), офицер Российской императорской армии, штаб-офицер для производства опытов Главного артиллерийского полигона, полковник[14].
- Сестра — Мария Головина (1884—1956), училась в университет австрийского города Грац, жена профессора геодезии Николая Александровича Головина.

Эммануил Сальвадорович Молас был женат первым браком на Ольге Васильевне (1875—1902, урожд. Вахтина), дочери капитан 1 ранга В. В. Вахтина. В этом браке у них родилась дочь Ольга, которая умерла в младенческом возрасте.
Вторым браком был женат на Марии Георгиевне (1880—1942, урожд. Молчанова), в браке родились сыновья: Георгий (1905-до 1950), Эммануил (1907—1941) и Александр (1910—1970) — капитан дальнего плавания (торгового флота).